# Una noche en blanco
Una noche en blanco es una película española de drama estrenada en 1949, escrita y dirigida por Fernando Alonso Casares.

## Sinopsis
El automóvil de una pareja de recién casados choca con otro vehículo, en el que viaja una joven seductora. Los tres acaban en una solitaria mansión rural, cuyo propietario cree ver en la mujer casada a su difunta esposa. 

## Reparto
- Pastora Peña como Natalia
- José María Seoane como	Raúl
- Luis Peña Sánchez como Modesto
- Luis Prendes como Álvaro
- Marta Santaolalla como	Cristina
- Antonia Plana como madre de Álvaro